# Peleteria biangulata
Peleteria biangulata là một loài ruồi trong họ Tachinidae.